# Notomys macrotis
Espèce
Statut de conservation UICN

 EX  : Éteint
Statut CITES
Notomys macrotis, la Souris sauteuse d'Australie à grandes oreilles  ou Souris sauteuse d'Australie oreillard, Souris kangourou d'Australie à grandes oreilles  ou kangourou d'Australie oreillard ou encore Notomys à grandes oreilles, était une souris endémique d'Australie aujourd'hui éteinte dont le premier spécimen avait été collecté en 1843. Les deux derniers spécimens récoltés de ces souris sauteuses remontent à 1850.